# Física computacional
La física computacional és una branca de la física que se centra en l'elaboració de models per ordinador de sistemes amb molts graus de llibertat. En general, s'efectuen models microscòpics en els quals les "partícules" obeeixen a una dinàmica simplificada, i s'estudia el que puguin reproduir-se les propietats macroscòpiques a partir d'aquest model molt simple de les parts constituents.
La manera com es fan les simulacions és a força de resoldre les equacions que governen el sistema.
Sovint, la dinàmica simplificada de les "partícules" té un cert grau d'aleatorietat. En general, aquest vessant s'anomena Mètode de Montecarlo.
Altres simulacions es basen en el fet que l'evolució d'una "partícula" en el sistema depèn, exclusivament, de l'estat general de les partícules veïnes, i es regeix mitjançant regles molt simples i, en principi, determinades. D'això se'n diu simulacions amb autòmats cel·lulars. Un exemple clàssic, encara que és més matemàtic que no pas físic, és el Joc de la vida, ideat per John Conway.
La física computacional té les seves aplicacions més rellevants a la física de l'estat sòlid (magnetisme, estructura electrònica, dinàmica molecular, canvis de fase, etc.), Física No Lineal, dinàmica de fluids, astrofísica (simulacions del sistema solar, per exemple), Física de partícules (teoria de camps/teories gauge en el reticulat espaitemps, especialment per a la Cromodinàmica quàntica (QCD)).
Les simulacions que es realitzen a la física computacional requereixen gran capacitat de càlcul, per la qual cosa en molts caos calen superordinadors o grups (clusters) d'ordinadors en paral·lel.